# Carniella
Carniella is een geslacht van spinnen uit de  familie van de Theridiidae (kogelspinnen).

## Soorten
- Carniella brignolii Thaler & Steinberger, 1988 (Mysterieus kogelspinnetje)
- Carniella detriticola (Miller, 1970)
- Carniella globifera (Simon, 1899)
- Carniella krakatauensis Wunderlich, 1995
- Carniella orites Knoflach, 1996
- Carniella schwendingeri Knoflach, 1996
- Carniella siam Knoflach, 1996
- Carniella sumatraensis Wunderlich, 1995
- Carniella tsurui Ono, 2007
- Carniella weyersi (Brignoli, 1979)